# Onthophagus streltsovi
Onthophagus streltsovi là một loài bọ cánh cứng trong họ Bọ hung (Scarabaeidae).